# Sid Rogell
Sid Rogell (Saint Joseph, 16 gennaio 1900 – Los Angeles, 15 novembre 1973) è stato un produttore cinematografico statunitense.

## Biografia
Divenne capo della produzione della RKO nel 1948 dopo l'addio alla casa di Dore Schary, ma vi rimase solo due anni.  Era il fratello del regista Albert S. Rogell. Era sposato con l'attrice June Clayworth. 

## Filmografia parziale
- L'ombra del passato (Murder, My Sweet), regia di Edward Dmytryk (1944)
- The Devil Thumbs a Ride, regia di Felix E. Feist (1947)
- Perfido inganno (Born to Kill), regia di Robert Wise (1947)
- Il tesoro di Vera Cruz (The Big Steal), regia di Don Siegel (1949)
- Lo schiavo della violenza (The Woman on Pier 13), regia di Robert Stevenson (1949)
- Neve rossa (On Dangerous Ground), regia di Nicholas Ray (1950)
- Voglio essere tua (My Forbidden Past), regia di Robert Stevenson (1951)
- N.N. vigilata speciale (The Company She Keeps), regia di John Cromwell (1951)